# 君子内親王
君子内親王（くんし（きみこ）ないしんのう）は、宇多天皇の皇女。母は女御・橘義子。賀茂斎院。

## 略歴
寛平4年、内親王宣下。寛平5年（893年）3月14日、斎院に卜定される。同年6月19日、初斎院（宮内省）へ移る。寛平7年（895年）4月16日、野宮（紫野院）へ入る。延喜2年（902年）10月8日、病により斎院より退出、その夜（あるいは翌晩）薨去した（『西宮記』）。